# Galati Mamertino
Galati Mamertino – miejscowość i gmina we Włoszech, w regionie Sycylia, w prowincji Mesyna.
Według danych na rok 2004 gminę zamieszkiwało 3127 osób, 80,2 os./km².